# Rennrodel-Weltcup 1989/90
Die Weltcupsaison 1989/90 im Rennrodeln begann am 16. Dezember 1989 im österreichischen Igls  und endete am 11. Februar 1989 in Winterberg in der Bundesrepublik Deutschland. Weitere Saisonhöhepunkte waren die Rennrodel-Europameisterschaften, die ebenfalls in Igls  stattfanden, sowie die Rennrodel-Weltmeisterschaften, die im kanadischen Calgary ausgetragen wurden.
Gesamtweltcupsieger wurde bei den Frauen Julia Antipowa aus der Sowjetunion, bei den Männern siegte Georg Hackl aus der Bundesrepublik Deutschland und bei den Doppelsitzern gewann das italienische Duo Hansjörg Raffl/Norbert Huber seinen fünften Gesamtweltcup.
Die Saison wurde an sechs Weltcupstationen in Europa ausgetragen, darunter befand sich erstmals die Rodelbahn im lettischen Sigulda, welches damals noch zur Sowjetunion gehörte.

## Weltcupergebnisse
| Datum                 | Ort        | Disziplin     | Sieger                        | Zweiter                             | Dritter                       |
| --------------------- | ---------- | ------------- | ----------------------------- | ----------------------------------- | ----------------------------- |
| 16./17. Dezember 1989 | Igls       | Einsitzer (F) | Jana Bode                     | Lilija Ludan                        | Gabriele Kohlisch             |
| 16./17. Dezember 1989 | Igls       | Einsitzer (M) | Georg Hackl                   | Norbert Huber                       | Markus Prock                  |
| 16./17. Dezember 1989 | Igls       | Doppel (M)    | Hansjörg Raffl Norbert Huber  | Jörg Hoffmann Jochen Pietzsch       | Kurt Brugger Wilfried Huber   |
| 21./22. Dezember 1989 | Sigulda    | Einsitzer (F) | Julia Antipowa                | Dana Riedel                         | Iluta Gaile                   |
| 21./22. Dezember 1989 | Sigulda    | Einsitzer (M) | Georg Hackl                   | Juri Chartschenko                   | Markus Prock                  |
| 21./22. Dezember 1989 | Sigulda    | Doppel (M)    | Hansjörg Raffl Norbert Huber  | Yves Mankel Thomas Rudolph          | Stefan Ilsanker Georg Hackl   |
| 6./7. Januar 1990     | Oberhof    | Einsitzer (F) | Gabriele Kohlisch             | Dana Riedel                         | Julia Antipowa                |
| 6./7. Januar 1990     | Oberhof    | Einsitzer (M) | René Friedl                   | Georg Hackl                         | Jens Müller                   |
| 6./7. Januar 1990     | Oberhof    | Doppel (M)    | Jörg Hoffmann Jochen Pietzsch | Yves Mankel Thomas Rudolph          | Ralf Rassmann Torsten Petzold |
| 20./21. Januar 1990   | Sarajevo   | Einsitzer (F) | Gerda Weissensteiner          | Julia Antipowa                      | Susi Erdmann                  |
| 20./21. Januar 1990   | Sarajevo   | Einsitzer (M) | Georg Hackl                   | Norbert Huber                       | Markus Prock                  |
| 20./21. Januar 1990   | Sarajevo   | Doppel (M)    | Hansjörg Raffl Norbert Huber  | Norbert Rosenberger Daniel Schubert | Stefan Ilsanker Georg Hackl   |
| 26./27. Januar 1990   | Königssee  | Einsitzer (F) | Gerda Weissensteiner          | Jana Bode                           | Sylke Otto                    |
| 26./27. Januar 1990   | Königssee  | Einsitzer (M) | Georg Hackl                   | Markus Prock                        | Norbert Huber                 |
| 26./27. Januar 1990   | Königssee  | Doppel(M)     | Stefan Krausse Jan Behrendt   | Hansjörg Raffl Norbert Huber        | Kurt Brugger Wilfried Huber   |
| 10./11. Februar 1990  | Winterberg | Einsitzer (F) | Jana Bode                     | Susi Erdmann                        | Julia Antipowa                |
| 10./11. Februar 1990  | Winterberg | Einsitzer (M) | Georg Hackl                   | Norbert Huber                       | Gerhard Plankensteiner        |
| 10./11. Februar 1990  | Winterberg | Doppel(M)     | Kurt Brugger Wilfried Huber   | Jörg Hoffmann Jochen Pietzsch       | Hansjörg Raffl Norbert Huber  |

## Weltcupstände

### Frauen
| Rang | Rodlerin             | Land        |
| ---- | -------------------- | ----------- |
| 1.   | Julia Antipowa       | Sowjetunion |
| 2.   | Gerda Weissensteiner | Italien     |
| 3.   | Jana Bode            | BRD         |
| 4.   | Dana Riedel          | DDR         |
| 5.   | Susi Erdmann         | DDR         |
| 6.   | Sylke Otto           | DDR         |

### Männer
| Rang | Rodler        | Land       |
| ---- | ------------- | ---------- |
| 01.  | Georg Hackl   | BRD        |
| 02.  | Markus Prock  | Österreich |
| 03.  | Norbert Huber | Italien    |
| 04.  | Jens Müller   | DDR        |
| 05.  | Arnold Huber  | Italien    |
| 05.  | Thomas Jacob  | DDR        |

### Doppelsitzer
| Rang | Duo                                 | Land    |
| ---- | ----------------------------------- | ------- |
| 01.  | Hansjörg Raffl/Norbert Huber        | Italien |
| 02.  | Kurt Brugger/Wilfried Huber         | Italien |
| 03.  | Stefan Ilsanker/Georg Hackl         | BRD     |
| 04.  | Jörg Hoffmann/Jochen Pietzsch       | DDR     |
| 05.  | Yves Mankel/Thomas Rudolph          | DDR     |
| 06.  | Norbert Rosenberger/Daniel Schubert | BRD     |